# 1820
Het jaar 1820 is het 20e jaar in de 19e eeuw volgens de christelijke jaartelling.

## Gebeurtenissen
januari

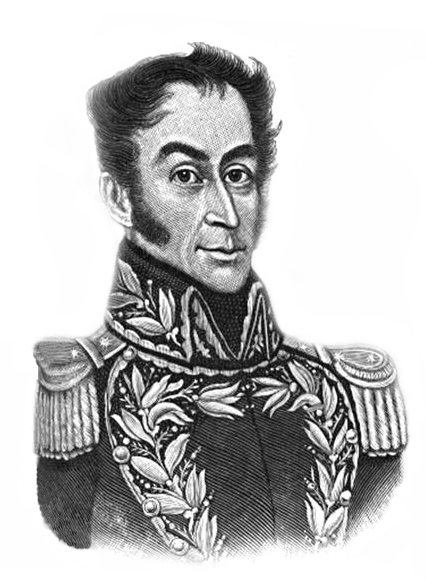
Simón Bolívar

- 1 - Staatsgreep in Spanje door generaal Rafael del Riego tegen de autocratische regering van koning Ferdinand VIII. Doel is het herstel van de liberale "grondwet van Cadiz" uit 1812.
- 11 - In Frankrijk wordt voor het eerst roestvrij staal geproduceerd.
- 20 - De Lingedijk breekt bij Leerdam. Achter de dijk ontstaat een wiel.
- 23 - Het Nederlandse rivierengebied wordt na enkele dijkdoorbraken getroffen door een watersnood. Een gebied ter grootte van 130.000 morgen (ongeveer 1300 km2) komt onderwater te staan.
- 26 - De Russische marineofficier Fabian Gottlieb von Bellingshausen steekt met twee schepen de Zuidpoolcirkel over.
- 30 - De Britse marineofficier Edward Bransfield aanschouwt vanaf zijn schip de Zuidpool.

februari
- 13 - Bij het verlaten van de Parijse Opera wordt prins Charles Ferdinand van Bourbon, hertog van Berry en zoon van de kroonprins, vermoord.
- 17 - De gematigde Franse eerste minister Élie Decazes moet aftreden wegens de moord op de hertog van Berry door een republikein.
- 23 - Met een inval van politietroepen in de vergaderlocatie aan Cato Street, waar de groep op dat moment bijeen is, wordt de Cato Street Conspiracy verijdeld. Het was de bedoeling om de Britse regering te vermoorden.

maart
- 15 - Maine wordt losgemaakt uit Massachusetts en treedt als 23e deelstaat toe tot de Verenigde Staten. Dit is een gevolg van het Missouri Compromise.
- maart - De Jezuïeten moeten Rusland verlaten.

april
- april - De Deen Hans Christian Ørsted ontdekt het elektromagnetisme. Hij demonstreert hoe een draad waardoor een elektrische stroom loopt, in staat is om een uitwijking te veroorzaken van de naald in een kompas.
- Tussen april en juni arriveren ongeveer 5000 immigranten uit Engeland aan de Oost-Kaap in ongeveer 60 groepen. Dit zijn de Kolonisten van 1820.

juli
- 26 - In Nederland komt bij Koninklijk Besluit een liquidatieregeling van de gildefondsen tot stand: de fondsen worden onder het beheer van commissarissen geplaatst en worden bestemd om uitkeringen te geven aan de vroegere leden en hun nabestaanden, alsook aan hen die hetzelfde bedrijf als deze ex-gildebroeders uitoefenen.
- 27 - De stenen van het afgebroken kasteel van Sluis worden op een veiling verkocht.

augustus
- 9 - Oprichting bij Koninklijk Besluit van het Rijksmuseum van Natuurlijke Historie, een samenvoeging van 's Lands kabinet van natuurlijke historie, de collectie van de Universiteit van Leiden en die van Coenraad Jacob Temminck, die directeur wordt.

oktober
- 9 - Guayaquil verklaart zich onafhankelijk van Spanje, als eerste stad van het Onderkoninkrijk Peru. De stad geeft zichzelf de status van vrije provincie, onder leiding van José Joaquín de Olmedo.
- 18 - Uitroeping van de onafhankelijkheid in Portoviejo (Ecuador).
- 20 - In Troppau begint een conferentie van de grote vijf onder leiding van Klemens von Metternich.
- 21 - John James Audubon begint in Cincinnati aan een bootreis op de Ohio-rivier met het ambitieuze doel om van alle vogels van Noord-Amerika een geschilderde afbeelding op ware grootte te maken.

november
- 20 - In de Stille Oceaan brengt een potvis de walvisvaarder Essex van kapitein Pollard tot zinken. Deze gebeurtenis en het vervolg zullen het raamwerk vormen van de roman Moby Dick van Herman Melville.
- Kinine wordt geïsoleerd door Pierre Joseph Pelletier.

december
- 23 - Moses Austin arriveert in Texas om aan de Mexicanen toestemming te vragen voor de vestiging van driehonderd Amerikaanse families.

zonder datum
- Joseph Smith ziet in een visioen God en Jezus Christus als antwoord op zijn zoektocht naar de ware kerk. Zie ook mormonen.

## Muziek
- Antonio Salieri schrijft de cantate Du, dieses Bundes Fels und Gründer

## Beeldende kunst

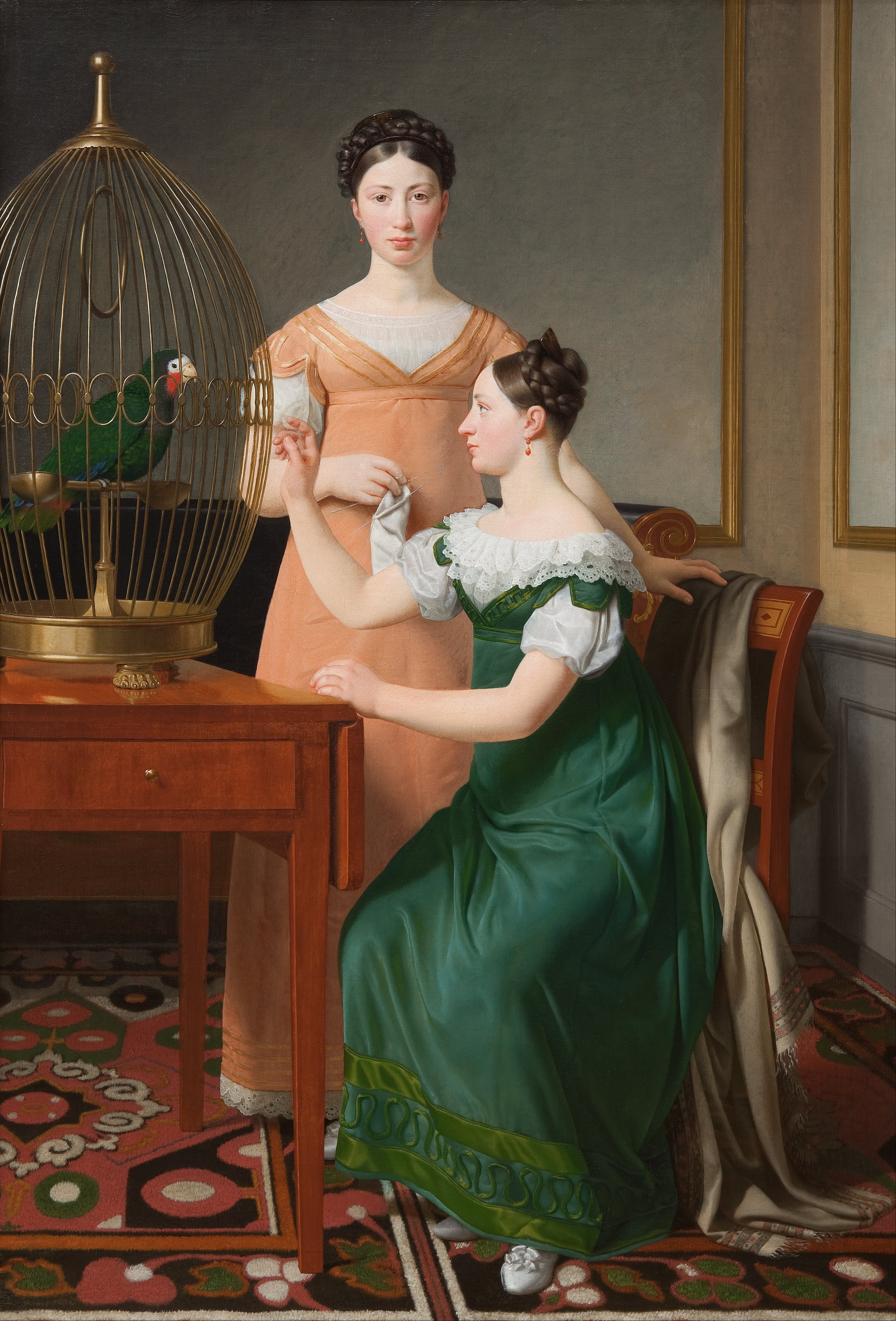
Bella en Hanna (1820) Eckersberg

## Bouwkunst

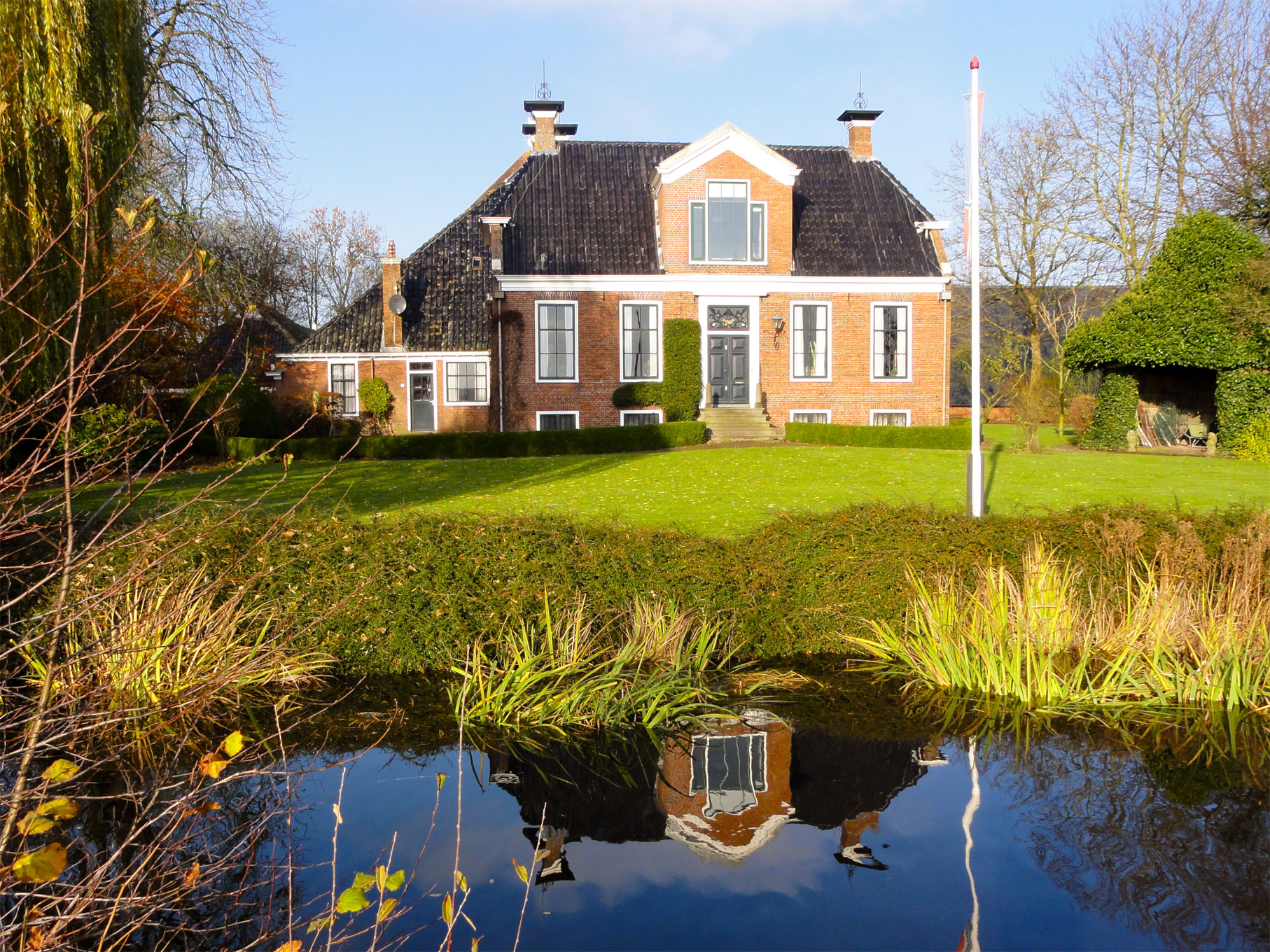
Boerderij Huninga, Pieterburen (1820)

## Geboren

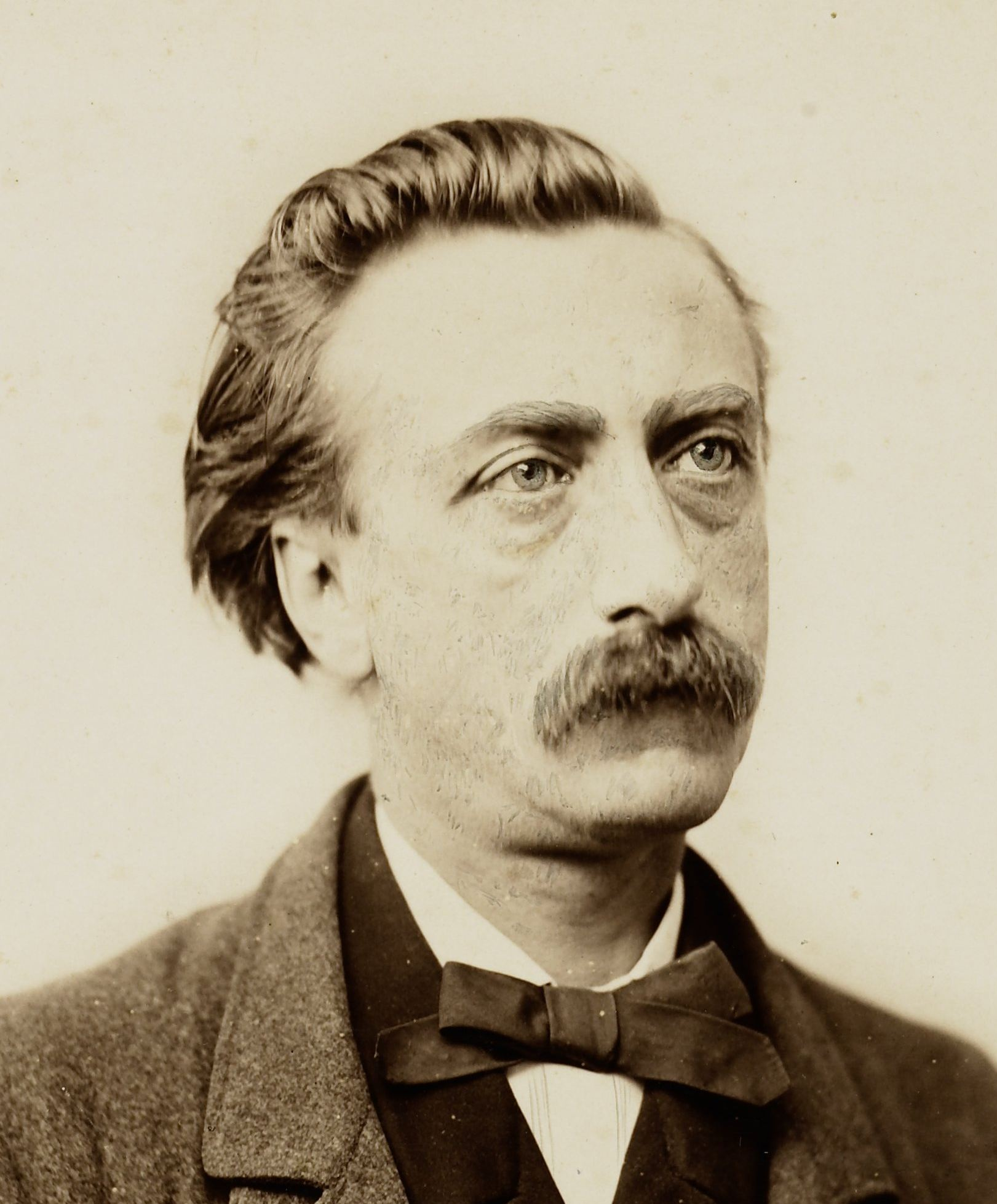
Eduard Douwes Dekker (Mutatuli)
2 maart

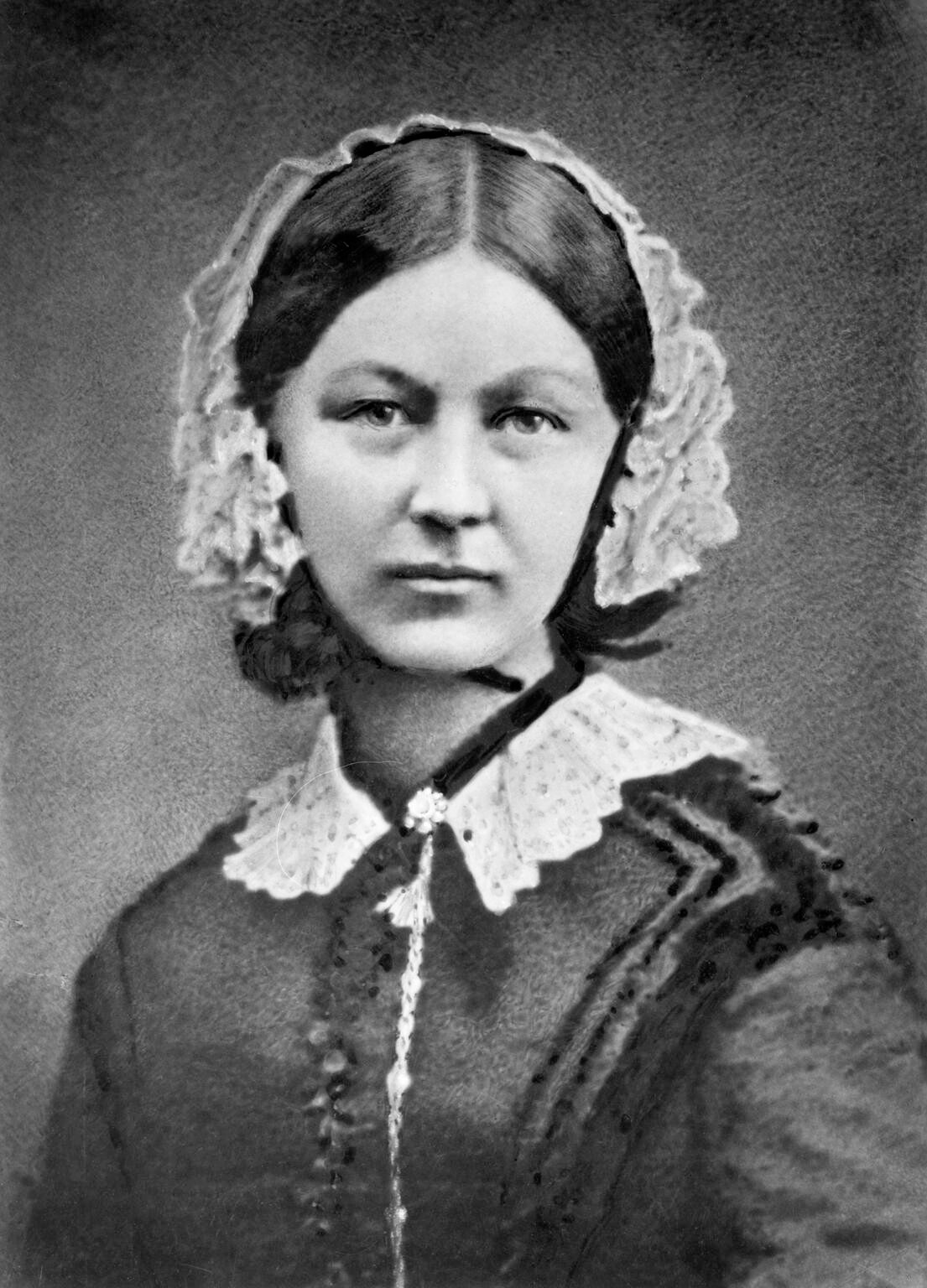
Florence Nightingale
12 mei

### februari
- 4 - Božena Němcová, Tsjechisch schrijfster en dichteres (overleden 1862)
- 8 - William Tecumseh Sherman, Amerikaans militair (overleden 1891)
- 17 - Henri Vieuxtemps, Belgisch violist en componist (overleden 1881)

### maart
- 2 - Eduard Douwes Dekker (Multatuli), Nederlands schrijver (overleden 1887)
- 18 - Age Buma, Nederlands politicus (overleden 1893)
- 20 - Alexander Jan Cuza, Roemeens vorst (overleden 1873)
- 30 - Anna Sewell, Brits schrijfster (overleden 1878)

### april
- 6 - Nadar, Frans schrijver, tekenaar, fotograaf, journalist en ballonvaarder (overleden 1910)
- 17 - Johan Gottfried Conradi, Noors componist (overleden 1896)

### mei
- 4 - Julia Tyler, first lady van de Verenigde Staten (echtgenote van John Tyler) (overleden 1889)
- 12 - Florence Nightingale, Brits pionier en grondlegger van de moderne verpleging (overleden 1910)
- 23 - James B. Eads, Amerikaans ingenieur en uitvinder (overleden 1887)
- 25 - Willem Jan Louis Verbeek, Nederlands arts en schaker (overleden 1888)

### juni
- 13 - Hendrik van Oranje-Nassau, prins der Nederlanden (overleden 1879)

### juli
- 26 - Maria Severa, Portugees fadozangeres (overleden 1846)

### augustus
- 2 - John Tyndall, Iers natuurkundige (overleden 1893)
- 4 - Pellegrino Artusi, Italiaans literair criticus, schrijver en gastronoom (overleden 1911)
- 10 - Louis Paul Zocher, Nederlands (tuin)architect (overleden 1915)
- 23 - Willem Seymour Mulder, Nederlands dichter (overleden 1896)

### november
- 28 - Friedrich Engels, Duits filosoof (overleden 1895)

### december
- 16 - Harm Cornelis Winters, Nederlands architect (overleden 1887)

## Overleden
januari

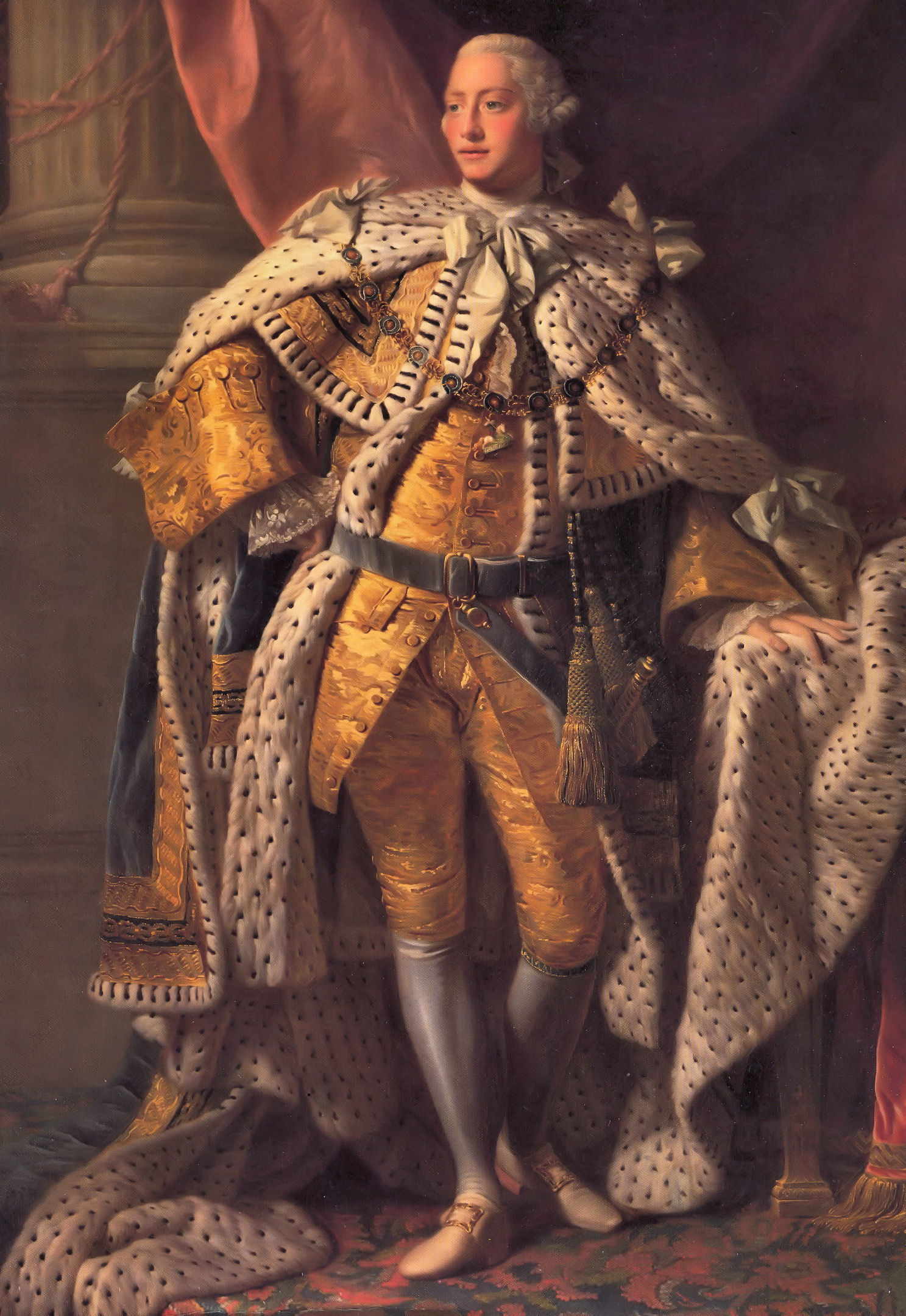
George III
29 januari

- 23 - Eduard August van Kent (52), Britse prins
- 29 - George III (81), koning van Groot-Brittannië en Ierland

maart
- 22 - Stephen Decatur (41), commodore in de United States Navy
- 26 - Gerard van Dinter (73), Nederlands kunstschilder

juni
- 9 - Wilhelmina van Pruisen (68), weduwe van stadhouder Willem V

juli
- 10 - William Wyatt Bibb (38), Amerikaans politicus

augustus
- 2 - Abraham Enschedé (60), Nederlands krantenredacteur en boekdrukker
- 6 - Elisa Bonaparte (42), jongere zuster van Napoleon Bonaparte

oktober
- 16 - Marie Bigot (34), Frans pianiste en componiste

november
- 30 - Adriaan de Lelie (65), Nederlands schilder